# Canyon Passage
Canyon Passage (bra: Paixão Selvagem; prt: Amor Selvagem) é um filme de faroeste estadunidense de 1946, dirigido por Jacques Tourneur para a Universal Pictures.
O roteiro foi adaptado de um romance homônimo publicado no Saturday Evening Post de Ernest Haycox. Hoagy Carmichael (música) e Jack Brooks (versos) foram indicados ao Óscar de "Melhor canção original" por "Ole Buttermilk Sky". A trama é sobre um triângulo amoroso que se passa na fronteira do Oregon no século XIX.

## Elenco
- Dana Andrews...Logan Stuart
- Brian Donlevy...George Camrose
- Susan Hayward...Lucy Overmire
- Patricia Roc...Caroline Marsh
- Ward Bond...Honey Bragg
- Hoagy Carmichael...Hi Linnet
- Fay Holden...Senhora Overmire
- Stanley Ridges...Jonas Overmire
- Lloyd Bridges...Johnny Steele
- Andy Devine...Ben Dance
- Victor Cutler...Vane Blazier
- Rose Hobart...Marta Lestrade
- Halliwell Hobbes...Clenchfield, outro empregado de Logan
- James Cardwell...Gray Bartlett
- Onslow Stevens ...Jack Lestrade

## Sinopse
Em 1856, o ambicioso e inquieto transportador e dono de armazém em Jacksonville Logan Stuart concorda em acompanhar Lucy Overmire até aquele assentamento, na remota fronteira do Oregon. Ela está noiva do melhor amigo de Logan, George Camrose, jogador compulsivo e que rouba o ouro em pó dos mineiros de quem guarda em seu cofre, para pagar suas dívidas com o pôquer. Na viagem, Logan é atacado em seu quarto de hotel por um homem que ele acha que é Honey Bragg, de quem suspeita que assalta e assassina mineiros, crimes que os outros acusam os índios. Logan corteja a pacata Caroline que vive no rancho dos Dances, mas não esconde sua atração crescente por Lucy. George e Bragg continuam com seus crimes, aumentando a tensão e violência no lugar.